# Ислам в Абхазии

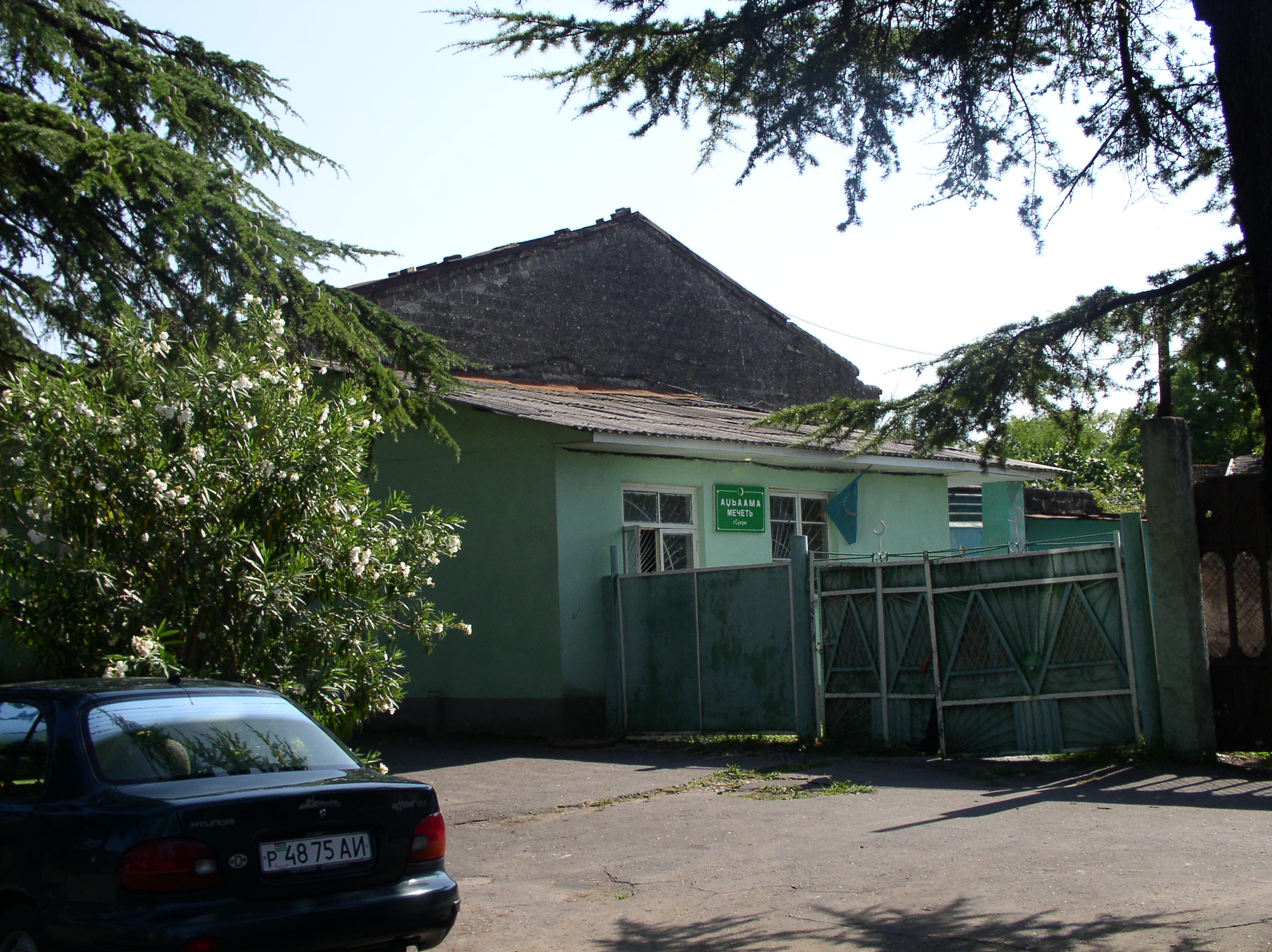
Мечеть в Сухуме. 2007 год.

Ислам в Абхазии — одна из традиционных религиозных групп на территории Абхазии. По данным социологического опроса 2003 года, мусульманами считают себя 16 % жителей страны, однако по данным 2011 года все исламские каноны соблюдало небольшое количество людей. Мусульмане современной Абхазии придерживаются суннитского направления ислама.

## История
Упоминание ислама в регионе известно ещё VI веке, однако основной период распространения ислама в Абхазии произошёл с середины XV века в период османского и персидского влияния в регионе.
После завоевания Кавказа Российской империей, в отношении местного населения начала проводиться политика принудительного переселения, преимущественно на территорию Османской империи. Переселение затронуло и немалое количество абазин и абхазов исповедующих ислам. С тех пор их потомки проживали за пределами Абхазии, где сформировалась большая заграничная диаспора. Период Российской империи заметно ослабил роль ислама в регионе, запрещалось строительство мечетей, называть детей мусульманскими именами и совершать иные исламские обряды. В советский период политика атеизма также не способствовала развитию религий в регионе.
После развала СССР и начала грузинско-абхазкой войны, абхазы-мусульмане также принимали участие в борьбе за политическую самостоятельность Республики Абхазия. В то же время образованный в 1993 году совет по репатриации абхазов поспособствовал возвращению некоторой части абхазов из заграницы на свою историческую родину.
По данным социологических опросов и переписи начала 2000-х годов в Абхазии из, не более 100 тысяч этнических абхазов, 16 % относили себя к мусульманам. В то же время крупная зарубежная диаспора абхазов-абазин преимущественно исповедовала ислам.

### Современное положение
В период войны по инициативе первого президента мусульманам было выделено фойе дома культуры в городе Гудаута, где совершалась заупокойная молитва по павшим абхазам-мусульманам. По окончании войны мусульманской общине Сухума правительство выделило здание на улице Сахарова. Таким образов в Абхазии начало функционировать две небольшие мечети. Однако существующие здания изначально не были построены как мечети и вмещали в себя малое количество прихожан. При президентстве Владислава Ардзинбы, мусульманам был выделен участок под строительство мечети около завода «Сухумприбор», однако смерть лидера республики от тяжёлой болезни, не позволила осуществиться этому.
В 1999 году, при поддержке первого президента Владислава Ардзинба, было создано Духовное управление мусульман Абхазии (ДУМРА) как религиозная самостоятельная, негосударственная организация. В 2005 году в городе Сухум был проведён первый съезд мусульман, на котором верховным муфтием мусульман Абхазии был избран, потомок махаджиров, — Адиль Эдыкович Габлиа.
Местные прихожане и зарубежные абхазские общины в последние годы предпринимают усилия по повышению влияния ислама и репатриации зарубежных абхазов, большинство из которых — мусульмане.
В послевоенный период имелись несколько резонансных случаев в отношении мусульманского сообщества республики. В Духовном управлении мусульман Абхазии (ДУМРА) сообщили, что получали жалобы на дискриминацию мусульман при найме на работу, были случаи, когда их необоснованно привлекали к уголовной ответственности, избивали. Также бывали и случаи убийств. Так 17 августа 2007 года в центре г. Гудаута неизвестными из автоматического оружия в упор был расстрелян имам Хамзат (Рокки) Гицба. А 10 июля 2010 года под днищем автомобиля ВАЗ-2107, принадлежащего имаму Сухумской мечети Салиху Кварацхелия, было обнаружено взрывное устройство. 17 июля 2010 года в городе Гагра, во дворе собственного дома, выстрелами из пистолета неустановленного образца был убит представитель ДУМА в Гагрском районе, член Общественной палаты Республики Абхазия Эмик Чакмач-оглы. 8 октября 2010 года, в Гудауте, у здания, используемого в качестве мечети, были расстреляны из автоматического оружия трое мусульманских активистов: Расул Пилия (был убит на месте), братья Рустам и Рауль Гицба (получили серьёзные ранения).
27 июня 2011 года в больнице скончался первый муфтий и председателем Духовного управления мусульман Абхазии Адиль Габлия, в связи с чем временное управление осуществлял муфтий Тимур Дзыба.
Согласно заявлению в ДУМ Абхазии от 2011 года, хоть в республике к мусульманам относило себя около 16 % населения, но немногие из них являются активными мусульманами. Так соблюдали все каноны около 250 человек, 130 из которых проживали в Гагрском и Гудаутском районах
Состоявшийся 3 декабря 2011 года IV Съезд мусульман Абхазии избрал председателем Духовного управления мусульман (ДУМ РА) Салиха Кварацхелия.
В 2020 году на пожертвования прихожан, в том числе мусульман Адыгеи, был расширена мечеть путём реставрации прилежащего здания.
В 2023 году Тимур Дзыба вновь был избран на должность муфтия Абхазии.